# ألويس مولر (لاعب كرة قدم)
ألويس مولر (بالألمانية: Alois Müller)‏ (7 يونيو 1890 - ) هو لاعب كرة قدم نمساوي في مركز مهاجم ‏، شارك في الألعاب الأولمبية الصيفية 1912. ولعب مع فيينا سبورت كلوب ‏.

## وصلات خارجية
- ألويس مولر على موقع قاعدة بيانات كرة القدم.إي يو (الإنجليزية)
- ألويس مولر على موقع ناشيونال فوتبول تيمز (الإنجليزية)
- ألويس مولر على موقع عالم كرة القدم.نت (الإنجليزية)
- ألويس مولر على موقع أوليمبيديا (الإنجليزية)